# دانييلا هولتز
دانييلا هولتز (بالألمانية: Daniela Holtz)‏ هي ممثلة ألمانية، ولدت في 1 يناير 1977 بألمانيا.

## وصلات خارجية
- دانييلا هولتز على موقع IMDb (الإنجليزية)
- دانييلا هولتز على موقع ألو سيني (الفرنسية)
- دانييلا هولتز على موقع أول موفي (الإنجليزية)
- دانييلا هولتز على موقع قاعدة بيانات الفيلم (الإنجليزية)
- دانييلا هولتز على موقع كينوبويسك (الروسية)